# The Huffington Post
The Huffington Post (skraćeno HuffPost ili HuffPo) američki je agregator vijesti i blog s lokaliziranim i međunarodnim izdanjima. Osnovali su ga Arianna Huffington, Kenneth Lerer, Andrew Breitbart i Jonah Peretti. Stranica objavljuje vijesti, satiru, blogove i ostali sadržaj. Sadržajno pokriva teme kao što su politika, zabava, tehnologija, okoliš, komedija, itd. Postao je prvo komercijalno američko digitalno medijsko poduzeće koje je osvojilo Pulitzerovu nagradu.
The Huffington Post pokrenut je 9. svibnja 2005. Dana 7. veljače 2011. kupio ga je AOL za 315 milijuna USD, čime je Arianna Huffington postala glavna urednica.